# Bobrowa (województwo podkarpackie)
Bobrowa – wieś w Polsce położona w województwie podkarpackim, w powiecie dębickim, w gminie Żyraków.
| SIMC    | Nazwa    | Rodzaj    |
| ------- | -------- | --------- |
| 0839613 | Kolonia  | część wsi |
| 0996092 | Królówka | część wsi |
| 0996100 | Olszyny  | część wsi |
| 0996117 | Piaski   | część wsi |
| 0839620 | Zabłocie | część wsi |
| 0839636 | Zakącie  | część wsi |

W 1973 wieś została odznaczona przez Radę Państwa PRL Orderem Krzyża Grunwaldu II klasy za zasługi w walce z hitlerowskim okupantem.
W latach 1954–1972 wieś należała i była siedzibą władz gromady Bobrowa. W latach 1975–1998 miejscowość administracyjnie należała do województwa tarnowskiego.
We wsi działa klub piłkarski LKS Bobrowa.